# Hebenon

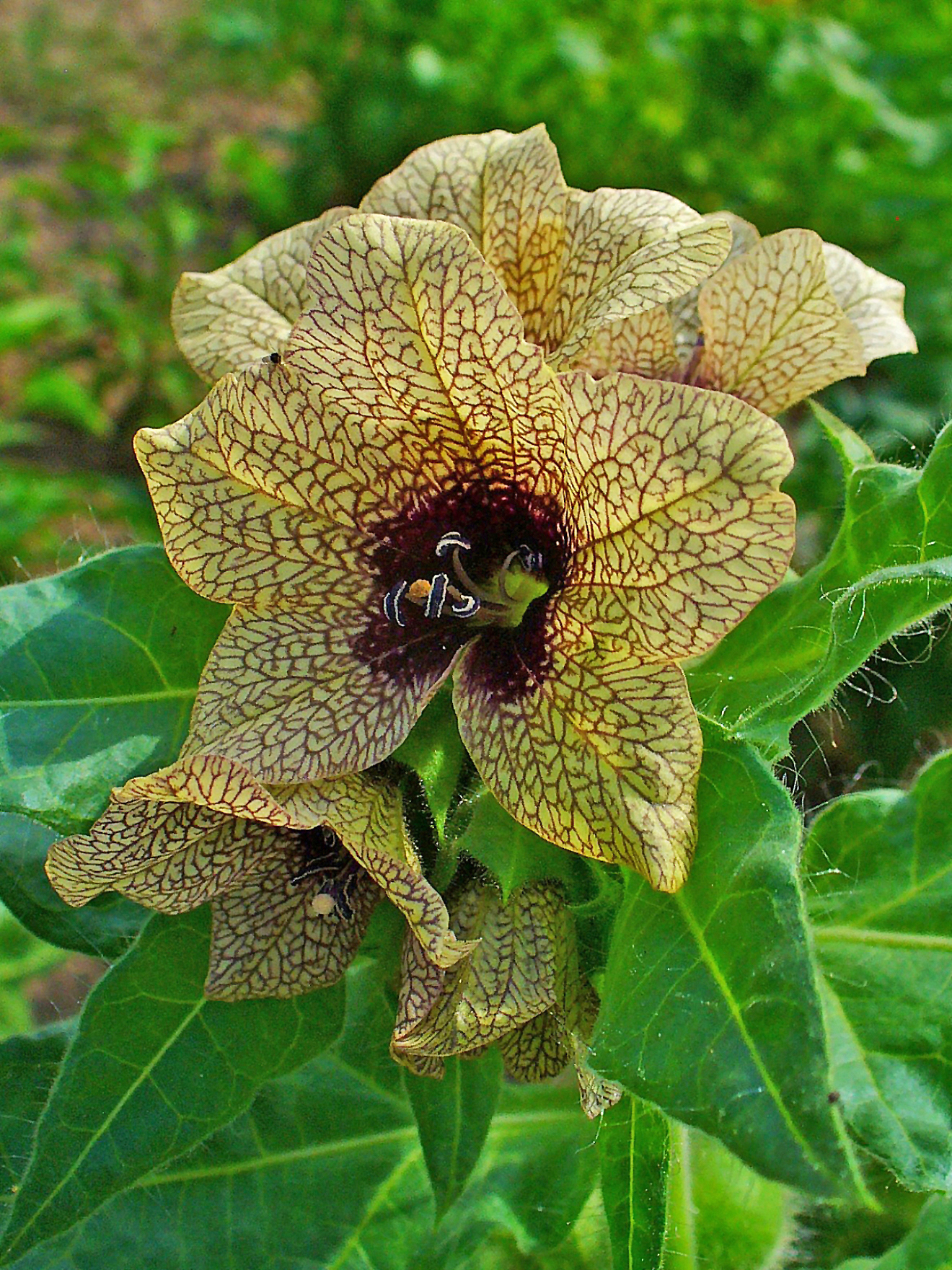
Schwarzes Bilsenkraut – eine der möglichen Bedeutungen von Hebenon

Als Hebenon oder Hebona bezeichnet William Shakespeare in seiner Tragödie Hamlet eine Pflanze, deren Gift zur Ermordung von Hamlets Vater eingesetzt wird. In der Shakespeare-Forschung wird seit dem 19. Jahrhundert darüber diskutiert, welche Pflanze mit Hebenon gemeint sein könnte.

## Textstelle
Der Geist von Hamlets Vater erwähnt Hebenon beziehungsweise Hebona in der 5. Szene des ersten Akts. Die Schreibweise unterscheidet sich in den frühen Shakespeare-Ausgaben; während in den Quarto-Ausgaben von 1603 (einem sogenannten bad quarto) und 1604 von Hebona die Rede ist, verwendet die als besonders verlässlich geltende erste Folio-Gesamtausgabe von 1623 Hebenon:

“… In the after noone, vpon my secure houre
Thy vncle came, with iuyce of Hebona …”

“… Vpon my secure houre, thy Vncle stole
With iuyce of cursed Hebona in a viall, …”

“… Vpon my secure hower thy Vncle stole
With iuyce of cursed Hebenon in a Violl, …”

Der Geist berichtet Hamlet an dieser Stelle davon, wie er von seinem Bruder Claudius, Hamlets Onkel, vergiftet wurde, indem dieser ihm Hebenon ins Ohr träufelte, als er im Garten schlief. Es handelt sich dabei um die einzige Erwähnung von Hebenon in Shakespeares Werken.

## Deutungen
Grundsätzlich wird in Frage gestellt, ob Shakespeare überhaupt eine bestimmte Pflanze im Sinn hatte; so hielt etwa Hermann Schelenz den Begriff für „ad hoc konstruiert“. Bejaht man die Frage, so ergibt sich eine Reihe von Deutungsversuchen. In einer Untersuchung von 1877 wurden als bis dahin vermutete Bedeutungen henbane (Bilsenkraut), ebony (Ebenholz), hemlock (Schierling) und enoron (zu Shakespeares Zeit eine Bezeichnung für die Tollkirsche) aufgezählt. Daneben wird Hebenon in einer heilpflanzenkundlichen Publikation von 1831 als ätherisches Öl des Tabaks interpretiert. Dies wird damit begründet, dass der Tabak häufig als henbane of Peru bezeichnet worden sei, dass das ätherische Öl des Tabaks den von Shakespeare beschriebenen tödlichen Effekt haben dürfte und dass der königliche Hof dem Tabak zu Shakespeares Zeit feindlich gesinnt gewesen sei, was Shakespeare dazu veranlasst haben könnte, diesen als einen Stoff besonders bösartiger Wirkung zu zeigen.
Diese Deutung ist jedoch mindestens seit 1823 nachweisbar:

“Hamlet’s uncle’s “leperous distilment of cursed hebenon” was nothing else than the essential oil of tobacco! Hebenon, a mistake for henebon, that is, henbane; henbane, a name sometimes given to tobacco […].”

„Die „aussätzige Destillation des verfluchten Hebenon“ von Hamlets Onkel war nichts anderes als das ätherische Tabaköl! Hebenon, irrtümlich für Henebon, d. h. henbane; henbane, ein Name, den man manchmal für Tabak verwendet […].“

Der britische Philologe Henry Bradley vermutete 1920 folgende Hintergründe, die zu Shakespeares Hebenon geführt haben könnten: John Gower (um 1330–1408) schrieb in seiner englischsprachigen Dichtung Confessio amatis von „hebenus, that slepy tre“ (etwa „Hebenus, dieser schläfrige Baum“). Das Oxford English Dictionary ging in seinem Eintrag davon aus, dass Gower den Ausdruck im gleichen Sinne verwendete wie später Christopher Marlowe (in dessen Stück Der Jude von Malta juice of Hebon vorkommt) und nach ihm Shakespeare, nämlich als Bezeichnung einer giftigen Substanz beziehungsweise „in einem ähnlichen Sinn“. Bradley widerspricht diesem Eintrag und betont, dass es sich in Gowers Dichtung schlicht um das zur Ausstattung der Kammer des Gottes des Schlafs verwendete Ebenholz handle. Laut Bradley gibt es keinen Grund für die Annahme, dass Gower von einem einschläfernden Effekt des Ebenholzes ausging, abgesehen von seiner schwarzen Farbe. Bradley hält es jedoch für wahrscheinlich, dass sich Marlowe nur an Gowers Zeile „Of hebenus, that slepy tre“ ohne ihren Zusammenhang erinnerte und daraus den Schluss zog, dass der Ebenholzbaum einen narkotischen Saft habe. Laut Bradley ist davon auszugehen, dass sich Shakespeare seinerseits auf Marlowe stützte, wobei er jedoch Marlowes juice of Hebon mit henbane verwechselt haben könnte, was erklären würde, dass die Vergiftungssymptome bei Shakespeare eher zum Bilsenkraut passen.
Von mehreren Forschern wurde auch die Theorie vertreten, dass es sich bei Hebenon um yew, die Eibe, handeln könnte. Ernst Moriz Kronfeld hat dies bereits im Jahre 1890 vermutet. Der Botaniker K.N. Rao hat sich in einem Aufsatz von 2004 über die Botanik bei Shakespeare letzterer Auffassung angeschlossen und hält die Eibe für die wahrscheinlichste Bedeutung. Hingegen kommt der Linguist Anatoly Liberman in seinem Analytic Dictionary of English Etymology (2008) zum Schluss, dass Hebenon wahrscheinlich henbane sei, fragt sich jedoch, warum Shakespeare und Christopher Marlowe dies nicht in „normalem (elisabethanischem) Englisch“ ausdrückten.
Für die Eibe sprechen ihre Bekanntheit als Giftpflanze und die Ähnlichkeit der vom Geist in Hamlet beschriebenen Vergiftungssymptome mit den Darstellungen von Eibe-Vergiftungen in medizinischer Literatur aus der Zeit Shakespeares. Für Ebenholz beziehungsweise Guajak, der dem Ebenholz zugerechnet wurde, spricht die Tatsache, dass ebony tatsächlich teilweise mit h geschrieben wurde; dagegen spricht allerdings seine geringe Giftigkeit, wie insbesondere Rao betont. Andererseits soll dem Saft des Guajaks zugeschrieben worden sein, eine Lepra-ähnliche Krankheit auslösen zu können, was wiederum zu den Symptomen bei Shakespeare passen würde. Für das Bilsenkraut spricht, wie für die Eibe, seine Giftigkeit und die Möglichkeit, dass hebenon durch eine Metathese aus henbane entstanden sein könnte.

## Deutsche Übersetzungen
Christoph Martin Wieland hat in seiner Übersetzung des Hamlet (1766) die Frage nach der Bedeutung von Hebenon umgangen, indem er sich darauf beschränkte, von einer „Phiole voll Gift“ zu schreiben. Danach dominierte in den deutschen Übersetzungen jedoch das Bilsenkraut. Bereits Johann Joachim Eschenburg, der Shakespeares Werk als erster vollständig ins Deutsche übertrug, schrieb von einer „Flasche voll des verwünschten Safts von Bilsenkraut“. August Wilhelm Schlegel übersetzte:

„… Beschlich dein Oheim meine sichre Stunde,

Mit Saft verfluchten Bilsenkrauts im Fläschchen …“

Johann Wilhelm Otto Benda schrieb in seiner Übersetzung von 1826 von einem „Glas verwünschten Bilsenkrauts“. Beim „Saft verfluchten Bilsenkrauts“ blieben Ernst Ortlepp sowie auch Friedrich Gundolf in seiner Überarbeitung der Schlegelschen Übersetzung und Frank Günther in seiner erstmals 1995 erschienenen Neuübersetzung. Friedrich Köhler entschied sich für seine bei Reclam erschienene Übersetzung für eine andere Interpretation: bei ihm ist es „Saft verfluchten Ebenbaums“.